# 李湛阳
李湛阳（1872年—1920年） ，字覲楓，云南昭通府魯甸廳人，清朝及中华民国商界领袖、军事及政治人物 。

## 生平
李湛阳是清朝光绪甲午科副贡，日本東京宏文学院师范班毕业。光祿寺署正銜文生，广东候补道。历署广东劝业道、巡警道，历充蜀商总董，广东商务局及将弁学堂总办，新军统领，广东兵备处、禁烟局总办，四川巡防军统领，资政院议员，日本博览会考查商务，北洋河间陆军校阅随同观操。 其中，他任四川巡防军统领是因为武昌起义爆发后，1911年10月13日端方率军至重庆，恰遇广东巡警道李湛阳回重庆省亲，因为李湛阳和端方为旧交，端方遂任命李湛阳为新巡防军统领，负责招募新兵组建防军三营。杨庶堪等革命党人因多与李湛阳相熟，遂乘机使革命党人混入巡防军内部。 同年11月上旬，中国同盟会总部派革命军总指挥夏之时到重庆，李湛阳、杨庶堪当即率巡防军起义，光复重庆。
李湛阳被众人推举为都督，但他坚决拒绝。后来夏之时部入城，革命党人在朝天观集会，共有两三千人与会。重庆府知府钮传善未到会。因钮传善和李湛阳是儿女亲家，革命党人向楚、朱之洪遂偕李湛阳前往督饬钮传善与会，钮传善同巴县知县跪地剪辫投降。此后蜀军政府成立，李湛阳担任蜀军政府财政部长。
中华民国成立后，他任四川财政司长，政事堂存记道尹，参政院参政兼内国公债局协理，1914年被全国商会联合会选举为约法会议议员。民國4年1月27日授上大夫。
其间，孙中山领导二次革命时，陈其美在上海组织讨袁军，李湛阳捐助三万银元，此后不时接济。孙中山遂书写横幅“高瞻远瞩”赠与李湛阳。在护国战争中，1916年3月，护国军同北洋军在四川泸州、纳溪一线激战，北洋军张敬尧扣押了李氏川江轮船公司“蜀通”、“蜀亨”轮，企图使用两轮船为前线增兵。李湛阳遂连夜指挥工人拆毁两轮船的主机和舵轮，以不让张敬尧使用。
民國九年庚申（1920），李湛陽在太平門寓所（今市中區郵局巷）去世，其喪事亦備極奢費。葬儀中「頂馬」已至通遠門，而其靈柩尚未出舍。一時重慶各方人士紛紛為之戴孝，以致各商店白布銷售一空，均告缺貨。

## 家庭
- 父：李耀廷（李湛阳是李耀廷的次子，李耀廷共一女二子，不分男女排序）
- 姐：（姓名不详）
- 弟：李龢阳（李耀廷的三子）
- 堂兄弟：李燮阳（李耀廷的侄子）